# Temporada da Sociedade Esportiva Palmeiras de 2016
O Palmeiras em 2016 participou de quatro competições: Campeonato Paulista, Libertadores, Copa do Brasil  e Brasileiro Série A.

## Pré Temporada
A pré temporada do Verdão em  2016 se dividiu em duas partes.
A primeira foi uma viagem com todo o elenco para Itu onde a equipe realizou atividades, assistiu palestras e apresentou os novos reforços.
Na segunda parte a equipe viajou com um grupo mais seleto para o Uruguai para a disputa da Copa Antel de 2016.
Com isso a estreia da equipe foi contra o Libertad do Paraguai com vitória po 2 a 0.
Na final o Palmeiras enfrentou o Nacional do Uruguai em uma previa da primeira fase da Libertadores. Na casa do adversário o jogo não saiu do 0 e o torneio foi decidido nos penaltis e vencido pelos uruguaios.

### Jogos
| 20 de Janeiro Semi Final | Palmeiras                | 2 - 0 | Libertad | Montevidéu          |  |
| 19:30                    | Allione 81' · Moisés 90' |       |          | Estádio: Centenário |  |

| 23 de Janeiro Final 3 lugar                      | Nacional | 0 - 0 (4 – 3 pen.)                                                  | Palmeiras | Montevidéu          |  |
| 23:15                                            |          |                                                                     |           | Estádio: Centenário |  |
|                                                  |          | Penalidades                                                         |           |                     |  |
| Fernández Polenta González Ramírez Fucile Barcia |          | Zé Roberto Rafael Marques Dudu Allione Fernando Prass Gabriel Jesus |           |                     |  |

## Temporada Regular

### Resumo das Participações
| Torneio        | Pos\Fas | Pts | J  | V  | E | D | GP | GC | SG | %  |
| Paulista       | SF      | 28  | 17 | 8  | 4 | 5 | 29 | 19 | 10 | 55 |
| Libertadores   | 3º(B)   | 8   | 6  | 2  | 2 | 2 | 12 | 8  | 4  | 44 |
| Brasileiro     | 1º      | 80  | 38 | 24 | 8 | 6 | 62 | 32 | 30 | 70 |
| Copa do Brasil | OF      | 3   | 3  | 1  | 0 | 2 | 4  | 3  | 1  | 33 |

### Paulista
Os grupos do paulista foram sorteados no dia 5 de novembro de 2015 e o Palmeiras caiu no Grupo B, ja no dia 1 de dezembro foi aberta a tabela de jogos da primeira fase do torneio. e ficou definido a estreia do Alviverde contra o Botafogo de Ribeirão Preto.
Após um bom resultado no primeiro jogo, o Palmeiras passou a oscilar no torneio variando sequencias de jogos sem vencer e jogos sem perder, porem todo o Grupo B teve o mesmo problema fazendo o time ficar apenas uma rodada fora da zona de classificação.
Na última rodada todos os times do Grupo tinham chances e se classificar mas com a vitória sob o Mogi Mirim o Verdão garantiu a classificação em primeiro lugar para as Quartas de final contra o São Bernardo. Nessa fase o Palmeiras venceu sem grandes dificuldades por 2 a 0 o time do ABC.
Na semifinal mais um jogos de mata-mata contra o Santos em jogo único na Vila, o Palmeiras saiu perdendo por 2 a 0, buscou o empate nos últimos minutos e como nos últimos 2 confrontos de 2015 a disputa foi para os penaltis. Novamente, no Paulista, o Santos levou a vantagem fechando a disputa em 3 a 2 e se classificando a final.

#### Primeira Fase

##### Grupo B
|  | v d e |

##### Desempenho por rodada
Palmeiras em cada rodada:
| Rodadas   | 1  | 2  | 3  | 4  | 5  | 6  | 7  | 8  | 9  | 10 | 11 | 12 | 13 | 14 | 15 |
| Local     | F  | C  | F  | C  | C  | F  | C  | C  | F  | F  | C  | F  | C  | C  | F  |
| Resultado | V  | E  | E  | D  | E  | V  | D  | V  | V  | D  | D  | D  | V  | V  | V  |
| Colocação | 1º | 1º | 1º | 1º | 1º | 1º | 2º | 1º | 1º | 1º | 2º | 5º | 2º | 1º | 1º |

##### Jogos
| 31 de Janeiro 1 | Botafogo-SP                 | 0 - 2 | Palmeiras                                    | Ribeirão Preto      |  |
| 19:30           | Mirita 31' César Gaúcho 41' |       | 13', 60' Alecsandro · 74' Robinho · 86' Dudu | Estádio: Santa Cruz |  |

| 4 de Fevereiro 2 | Palmeiras                                  | 2 - 2 | São Bento                                                    | São Paulo         |  |
| 21:00            | Gabriel Jesus 6' · João Paulo 90+2' (g.c.) |       | 27', 32' Edson · 40' Morais · 71' Rodriguinho · 77' Fernando | Estádio: Pacaembu |  |

| 10 de Fevereiro 3 | Oeste                | 0 - 0 | Palmeiras   | São José do Rio Preto          |  |
| 21:45             | Guilherme Amorim 83' |       | 30' Robinho | Estádio: Estádio Anísio Haddad |  |

| 13 de Fevereiro 4 | Palmeiras      | 1 - 2 | Linense                                                         | São Paulo               |  |
| 17:00             | Alecsandro 37' |       | 58' Zé Antônio · 62' Ricardinho · 26', 39', 81' Willian Pottker | Estádio: Allianz Parque |  |

| 20 de Fevereiro 5 | Palmeiras                                            | 0 - 0 | Santos                                                                                      | São Paulo               |  |
| 17:00             | Matheus Sales 48' Gabriel Jesus 62' Alecsandro 90+2' |       | 33' Victor Ferraz 72' Ricardo Oliveira 80' Elano 83' Zeca 84' Leonardo 87' Gustavo Henrique | Estádio: Allianz Parque |  |

| 25 de Fevereiro 6 | XV de Piracicaba | 1 - 4 | Palmeiras                                                                       | Piracicaba                    |  |
| 21:30             | Rivaldinho 51'   |       | 41' Vitor Hugo · 47', 66' Gabriel Jesus · 54' Lucas · 61' Alecsandro · 74' Jean | Estádio: Barão de Serra Negra |  |

| 28 de Fevereiro 7 | Palmeiras                   | 1 - 2 | Ferroviária                                                                             | São Paulo               |  |
| 17:00             | Cristaldo 63' · Robinho 76' |       | 40' Fernando Gabriel · 67' Marcão · 78' Rafael Miranda · 81' Tiago Adan · 90+3' Rafinha | Estádio: Allianz Parque |  |

| 6 de Março 8 | Palmeiras                                                                        | 4 - 1 | Capivariano                             | São Paulo               |  |
| 16:00        | Allione 7' · Lucas 35' · Thiago Martins 40' 78' · Cristaldo 48' · Alecsandro 86' |       | 29' Rodolfo · 45' Bonfim · 52' Maguinho | Estádio: Allianz Parque |  |

| 13 de Março 9 | São Paulo                                                           | 0 - 2 | Palmeiras                                                         | São Paulo         |  |
| 11:00         | Bruno 36' Hudson 36' Maicon 78' Mateus Caramelo 82' João Felipe 88' |       | 31' Edu Dracena · 52' Matheus Sales · 74', 78' Dudu · 85' Robinho | Estádio: Pacaembu |  |

| 20 de Março 10 | Audax                                                                  | 2 - 1 | Palmeiras                                           | Osasco                  |  |
| 18:30          | Leandro Nunes 10' · Camacho 33' · André Castro 34' · Bruno Paulo 90+3' |       | 20' Gabriel Jesus · 44' Edu Dracena · 77' Barrios · | Estádio: José Liberatti |  |

| 23 de Março 11 | Palmeiras             | 1 - 2 | Red Bull Brasil                                                                      | São Paulo               |  |
| 19:30          | Alecsandro 59', 90+3' |       | 40' Thiago Galhardo · 44', 82' Roger · 56' Diego Sacoman · 76' Maylson · 90+4' Breno | Estádio: Allianz Parque |  |

| 27 de Março 12 | Água Santa                                                                                           | 4 - 1 | Palmeiras                                  | Presidente Prudente |  |
| 16:00          | Gustavo 35' · Russo 42' · Everaldo 44' · Bruninho 45+3' · Roger Carvalho 66' (g.c.) · Bruno Ré 90+4' |       | 43' Robinho · 63' Edu Dracena · 90' Egídio | Estádio: Prudentão  |  |

| 31 de Março 13 | Palmeiras | 3 - 0 | Rio Claro                                                                 | São Paulo         |  |
| 20:30          | Matheus Sales 31' · Robinho 37' · Alecsandro 41', 44' · Gabriel Jesus 54' · Egídio 63' · Thiago Santos 81' · Fernando Prass 84' · Rafael Marques 86' |       | 39' Leonardo 42' Lucas 45+1' Weslen 68' Luis Felipe 90+2' Thiago Cristian | Estádio: Pacaembu |  |

| 3 de Abril 14 | Palmeiras                                                               | 1 - 0 | Corinthians                                 | São Paulo         |  |
| 16:00         | Gabriel Jesus 43' · Arouca 63' · Dudu 76' · Egídio 82' · Alecsandro 87' |       | 43' Lucca 45+4' Felipe 75' Giovanni Augusto | Estádio: Pacaembu |  |

| 10 de Abril 15 | Mogi Mirim       | 1 - 2 | Palmeiras                                                                                       | Mogi Mirim           |  |
| 16:00          | Lulinha 20', 66' |       | 5' Vitor Hugo · 14' Alecsandro · 19' Matheus Sales · 49' Allione · 61' Jean · 65' Lucas Barrios | Estádio: Vail Chaves |  |

#### Fase Final
| 18 de abril Quartas de final | Palmeiras                               | 2 - 0 | São Bernardo                                                               | São Paulo               |  |
| 21:00                        | Gabriel Jesus 21', 87' · Alecsandro 32' |       | 39' João Francisco 62' Eduardo 67' Tatá 87' Daniel Luiz 89' Luciano Castan | Estádio: Allianz Parque |  |

| 24 de Abril Semi Final                   | Santos                                                        | 2 - 2 (3 – 2 pen.)                                        | Palmeiras | Santos                |  |
| 16:00                                    | Gabriel Barbosa 39', 74', 45+3' · Elano 45' · Vitor Bueno 75' |                                                           | 16' Egídio · 45+3' Alecsandro · 54' Gabriel · 56' Thiago Martins · 61' Matheus Sales · 87', 89' Rafael Marques · 90' Vagner | Estádio: Vila Belmiro |  |
|                                          |                                                               | Penalidades                                               | |                       |  |
| Lucas Lima David Braz Zeca Victor Ferraz |                                                               | Cleiton Xavier Barrios Jean Rafael Marques Fernando Prass | |                       |  |

### Libertadores
Após dois anos ausente o Verdão voltou a Libertadores, novamente, com o título da Copa do Brasil (o mesmo havia acontecido em 2013 quando venceu a Copa do Brasil de 2012).
A Conmebol realizou o sorteio no dia 23 de dezembro e colocou o Palmeiras no, considerado, grupo da morte junto com Nacional do Uruguai, Rosario Central da Argentina e o vencedor de River Plate do Uruguai e Universidad de Chile.
No dia 5 de Janeiro de 2016 a confederação sulamericana divulgou o calendario oficial de jogos com as datas dos jogos do torneio o Verdão estreou contra River Plate do Uruguai.
Após bom início na competição, empate fora contra o River do Uruguai e vitória em casa contra o Rosario Central, o Palmeiras teve suas duas derrotas na competição, ambas contra o Nacional do Uruguai. Após os tropeços novamente uma sequência com empate fora e vitória em casa, mais os resultados não foram suficientes para garantir o time nas oitavas de final.

#### Primeira Fase

##### Grupo 2
| Equipe          | Pts | J | V | E | D | GP | GC | SG |
| --------------- | --- | - | - | - | - | -- | -- | -- |
| Rosário Central | 11  | 6 | 3 | 2 | 1 | 13 | 8  | +5 |
| Nacional        | 9   | 6 | 2 | 3 | 1 | 6  | 6  | 0  |
| Palmeiras       | 8   | 6 | 2 | 2 | 2 | 12 | 8  | +4 |
| River Plate     | 3   | 6 | 0 | 3 | 3 | 6  | 15 | –9 |

##### Desempenho por rodada
Palmeiras em cada rodada:
| Rodadas   | 1  | 2  | 3  | 4  | 5  | 6  |
| Local     | F  | C  | C  | F  | F  | C  |
| Resultado | E  | V  | D  | D  | E  | V  |
| Colocação | 1º | 1º | 2º | 3º | 3º | 3° |

##### Jogos
| 16 de Fevereiro 1 | River Plate                                                     | 2 - 2 | Palmeiras                                                                                           | Maldonado                         |  |
| 21:45             | Ángel Rodríguez 24' · Michael Santos 50' · Bruno Montelongo 63' |       | 28' Lucas · 34' Jean · 49' Fernando Prass · 57' Gabriel Jesus · 65' Roger Carvalho · 79' Zé Roberto | Estádio: Estádio Domingo Burgueño |  |

| 3 de Março 2 | Palmeiras                                                                                | 2 - 0 | Rosário Central | São Paulo               |  |
| 21:45        | Thiago Santos 18' · Cristaldo 24' · Robinho 50' · Allione 84', 90+3' · Gabriel Jesus 87' |       | 38' Burgos      | Estádio: Allianz Parque |  |

| 9 de Março 3 | Palmeiras                                                                | 1 - 2 | Nacional | São Paulo               |  |
| 21:45        | Zé Roberto 18' · Thiago Martins 45+1' · Gabriel Jesus 45+3' · Egídio 66' |       | 22', 42' Jorge Fucile · 37', 86' Nicolás López · 40' Leandro Barcia · 41' Sebastián Eguren · 60' Sebastián Fernández · 69' Esteban Conde · 72' Santiago Romero · 90+3' Léo Gamalho | Estádio: Allianz Parque |  |

| 17 de Março 4 | Nacional                                     | 1 - 0 | Palmeiras                           | Montevidéu                   |  |
| 21:45         | Gonzalo Porras 7' · Nicolás López 50', 59' · |       | 10' Lucas 33' Alecsandro 84' Arouca | Estádio: Gran Parque Central |  |

| 6 de Abril 5 | Rosário Central | 3 - 3 | Palmeiras                                                                                             | Rosario                      |  |
| 21:45        | Donatti 32' · Pínola 45' · Sebsatián Sosa 45' · Cervi 50' · José Fernandez 58' · Marco Ruben 66' · Damián Musto 72' |       | 4', 44', 72' Gabriel Jesus · 49' Gabriel · 76' Lucas Barrios · 82' Lucas Barrios · 85' Fernando Prass | Estádio: Gigante de Arroyito |  |

| 14 de Abril 6 | Palmeiras                                               | 4 - 0 | River Plate                                                                          | São Paulo               |  |
| 21:45         | Alecsandro 10', 80' · Egídio 18' · Allione 45+3', 72' · |       | 23' Nicolás Schiappacasse 29' Federico Pintos 79' Darío Flores 90+1' Sebastián Ribas | Estádio: Allianz Parque |  |

### Brasileiro
Depois de um ano desesperador em 2014 o Palmeiras remontou o time e fez um torneio de altos e baixos em 2015 ficando com a nona colocação. Esse ano a equipe visa um novo salto para conseguir o título que não vem desde 1994.
Em um ano espetacular o verdão conseguiu garantir o título com uma rodada de antecedência após vitória sobre a Chapecoense com gol de Fabiano (seu primeiro com a camisa alviverde) em sua arena, garantindo o segundo título em menos de dois anos dentro de sua casa.
O Palmeiras liderou o campeonato desde a decima nona rodada consecutivamente e ao total esteve a frente por vinte e nove rodadas.
A vaga para a Copa Libertadores 2017 veio na trigésima segunda rodada.

#### Tabela
<onlyinclude>
| Pos | Equipe              | Pts | J  | V  | E  | D  | GP | GC | SG  | Classificação ou descenso                   |
| --- | ------------------- | --- | -- | -- | -- | -- | -- | -- | --- | ------------------------------------------- |
| 1   | Palmeiras (C)       | 80  | 38 | 24 | 8  | 6  | 62 | 32 | +30 | Fase de grupos da Copa Libertadores de 2017 |
| 2   | Santos              | 71  | 38 | 22 | 5  | 11 | 59 | 35 | +24 | Fase de grupos da Copa Libertadores de 2017 |
| 3   | Flamengo            | 71  | 38 | 20 | 11 | 7  | 52 | 35 | +17 | Fase de grupos da Copa Libertadores de 2017 |
| 4   | Atlético Mineiro    | 62  | 38 | 17 | 11 | 10 | 61 | 53 | +8  | Fase de grupos da Copa Libertadores de 2017 |
| 5   | Botafogo            | 59  | 38 | 17 | 8  | 13 | 43 | 39 | +4  | Segunda fase da Copa Libertadores de 2017   |
| 6   | Atlético Paranaense | 57  | 38 | 17 | 6  | 15 | 38 | 32 | +6  | Segunda fase da Copa Libertadores de 2017   |
| 7   | Corinthians         | 55  | 38 | 15 | 10 | 13 | 48 | 42 | +6  | Copa Sul-Americana de 2017                  |
| 8   | Ponte Preta         | 53  | 38 | 15 | 8  | 15 | 48 | 52 | −4  | Copa Sul-Americana de 2017                  |
| 9   | Grêmio              | 53  | 38 | 14 | 11 | 13 | 41 | 44 | −3  | Fase de grupos da Copa Libertadores de 2017 |
| 10  | São Paulo           | 52  | 38 | 14 | 10 | 14 | 44 | 36 | +8  | Copa Sul-Americana de 2017                  |
| 11  | Chapecoense         | 52  | 38 | 13 | 13 | 12 | 49 | 56 | −7  | Fase de grupos da Copa Libertadores de 2017 |
| 12  | Cruzeiro            | 51  | 38 | 14 | 9  | 15 | 48 | 49 | −1  | Copa Sul-Americana de 2017                  |
| 13  | Fluminense          | 50  | 38 | 13 | 11 | 14 | 45 | 45 | 0   | Copa Sul-Americana de 2017                  |
| 14  | Sport               | 47  | 38 | 13 | 8  | 17 | 49 | 55 | −6  | Copa Sul-Americana de 2017                  |
| 15  | Coritiba            | 46  | 38 | 11 | 13 | 14 | 41 | 42 | −1  |                                             |
| 16  | Vitória             | 45  | 38 | 12 | 9  | 17 | 51 | 53 | −2  |                                             |
| 17  | Internacional       | 43  | 38 | 11 | 10 | 17 | 35 | 41 | −6  | Rebaixados à Série B de 2017                |
| 18  | Figueirense         | 37  | 38 | 8  | 13 | 17 | 30 | 50 | −20 | Rebaixados à Série B de 2017                |
| 19  | Santa Cruz          | 28  | 38 | 8  | 7  | 23 | 45 | 69 | −24 | Rebaixados à Série B de 2017                |
| 20  | América Mineiro     | 28  | 38 | 7  | 7  | 24 | 23 | 58 | −35 | Rebaixados à Série B de 2017                |

1. 1 2 3  Grêmio e Chapecoense têm vaga garantida na Copa Libertadores de 2017 por serem campeões, respectivamente, da Copa do Brasil de 2016 e da Copa Sul-Americana de 2016.
2. 1 2  O jogo da 38ª rodada entre Chapecoense e Atlético Mineiro foi cancelado depois que ambas as equipes se recusaram a jogar após o acidente do avião da equipe da Chapecoense.[9] Ambas as equipes receberam um duplo walkover (derrota por 0–3).[10]
3. ↑  O Santa Cruz foi penalizado com a perda de três pontos por atraso no pagamentos de salários.

##### Desempenho por rodada
Palmeiras em cada rodada:
| Rodadas   | 1  | 2  | 3  | 4  | 5  | 6  | 7  | 8  | 9  | 10 | 11 | 12 | 13 | 14 | 15 | 16 | 17 | 18 | 19 | 20 | 21 | 22 | 23 | 24 | 25 | 26 | 27 | 28 | 29 | 30 | 31 | 32 | 33 | 34 | 35 | 36 | 37 | 38 |
| Local     | C  | F  | C  | F  | C  | F  | C  | F  | C  | C  | F  | C  | F  | C  | F  | C  | F  | F  | C  | F  | C  | F  | C  | F  | C  | F  | C  | F  | F  | C  | F  | C  | F  | C  | F  | C  | C  | F  |
| Resultado | V  | D  | V  | D  | V  | V  | V  | E  | V  | V  | D  | V  | V  | E  | V  | D  | D  | E  | V  | V  | E  | V  | V  | E  | E  | V  | V  | V  | V  | E  | V  | V  | D  | V  | E  | V  | V  | V  |
| Colocação | 1º | 8º | 4º | 8º | 5º | 4º | 2º | 2º | 1º | 1º | 1º | 1º | 1º | 1º | 1º | 1º | 3º | 2º | 1º | 1º | 1º | 1º | 1º | 1º | 1º | 1º | 1º | 1º | 1º | 1º | 1º | 1º | 1º | 1º | 1º | 1º | 1º | 1º |

##### Jogos
| 14 de Maio 1 | Palmeiras                                                                   | 4 - 0 | Atlético Paranaense                               | São Paulo, SP                           |  |
| 16:00        | Róger Guedes 18' · Barrios 27' · Gabriel Jesus 46' 86' · Thiago Martins 51' |       | 37' Paulo André 38' Walter 49', 59' Léo 77' Nikão | Estádio: Allianz Parque Público: 33,629 |  |

| 21 de Maio 2 | Ponte Preta                                                                               | 2 - 1 | Palmeiras                                                           | Campinas, SP                             |  |
| 16:00        | Felipe Azevedo 23', 32' · Wellington Paulista 48' · Mateu Jesus 78' · Thiago Galhardo 83' |       | 38' Matheus Sales · 52' Tchê Tchê · 58' Thiago Martins · 90' Moisés | Estádio: Moisés Lucarelli Público: 7,061 |  |

| 25 de Maio 3 | Palmeiras                                            | 2 - 0 | Fluminense | São Paulo, SP                           |  |
| 21:45        | Vitor Hugo 13' · Alecsandro 14' · Thiago Martins 71' |       |            | Estádio: Allianz Parque Público: 28,534 |  |

| 29 de Maio 4 | São Paulo                                      | 1 - 0 | Palmeiras                                                                     | São Paulo, SP                    |  |
| 16:00        | Ganso 11' · Diego Lugano 23' · Alan Kardec 28' |       | 19' Thiago Santos 32' Zé Roberto 71' Moisés 85' Rafael Marques 89' Vitor Hugo | Estádio: Morumbi Público: 21,016 |  |

| 02 de Junho 5 | Palmeiras | 4 - 3 | Grêmio | São Paulo, SP                     |  |
| 21:00         | Gabriel Jesus 1' · Matheus Sales 19' · Dudu 22' · Róger Guedes 56' · Vitor Hugo 72', 86' · Fernando Prass 74' · Thiago Santos 83' · Fabrício 87' |       | 39' Marcelo Hermes · 45+4', 54' Giuliano · 67' Bruno Grassi · 78' Pedro Geromel · 82' Lincoln · 90' Edílson | Estádio: Pacaembu Público: 19,196 |  |

| 05 de Junho 6 | Flamengo                                            | 1 - 2 | Palmeiras                                                           | Brasília, DF                            |  |
| 16:00         | Alan Patrick 5' · César Martins 70' · Mancuello 82' |       | 3' Gabriel Jesus · 71' Jean · 83' Vitor Hugo · 90+2' Cleiton Xavier | Estádio: Mané Garrincha Público: 54,665 |  |

| 12 de Junho 7 | Palmeiras                                                                     | 1 - 0 | Corinthians                                             | São Paulo, SP                           |  |
| 16:00         | Jean 38' · Cleiton Xavier 47' · Zé Roberto 58' · Edu Dracena 75' · Moisés 87' |       | 10' Giovanni Augusto 25' Cristian 32' Felipe 79' Fagner | Estádio: Allianz Parque Público: 39,935 |  |

| 15 de Junho 8 | Coritiba                                                                               | 2 - 2 | Palmeiras                                                                                    | Curitiba, PR                           |  |
| 21:45         | João Paulo 19' · Ruy 25' · Juninho 42' · Edinho 44' · Luccas Claro 57' · Leandro 90+4' |       | 6' Róger Guedes · 11' Thiago Santos · 21' Thiago Martins · 68' Cristaldo · 32' Gabriel Jesus | Estádio: Couto Pereira Público: 12,794 |  |

| 18 de Junho 9 | Palmeiras                                     | 3 - 1 | Santa Cruz                                                                               | São Paulo, SP                           |  |
| 16:00         | Dudu 28', 75' · Róger Guedes 38' · Jean 45+1' |       | 51' Grafite · 18', 90+3' Uillian Correia · 45' Neris · 55' João Paulo · 66' Mário Sérgio | Estádio: Allianz Parque Público: 34,162 |  |

| 21 de Junho 10 | Palmeiras              | 2 - 0 | América Mineiro | São Paulo, SP                           |  |
| 21:30          | Gabriel Jesus 18', 26' |       | 79' Artur       | Estádio: Allianz Parque Público: 27,429 |  |

| 25 de Junho 11 | Cruzeiro                                                                                        | 2 - 1 | Palmeiras                                           | Belo Horizonte, MG                |  |
| 19:00          | Willian 14', 47' · Bruno Rodrigo 71' · Lucas Romero 85' · De Arrascaeta 87' · Bruno Ramires 89' |       | Gabriel Jesus 10' · Edu Dracena 73' · Tchê Tchê 85' | Estádio: Mineirão Público: 18,082 |  |

| 30 de Junho 12 | Palmeiras                                                          | 4 - 0 | Figueirense      | São Paulo, SP                           |  |
| 19:30          | Moisés 7' · Dudu 43' · Gabriel Jesus 56', 90+1' · Róger Guedes 64' |       | 33' Rafael Moura | Estádio: Allianz Parque Público: 32,834 |  |

| 04 de Julho 13 | Sport                                                                            | 1 - 3 | Palmeiras | Recife, PE                              |  |
| 20:00          | Matheus Ferraz 42' · Samuel Xavier 55' · Gabriel Xavier 58' · Rodney Wallace 83' |       | 5', 10' Erik · 44' Mina · 55', 65' Gabriel Jesus · 71' Cleiton Xavier · 73' Thiago Santos · 78' Róger Guedes | Estádio: Ilha do Retiro Público: 24,968 |  |

| 12 de Julho 14 | Palmeiras                                   | 1 - 1 | Santos                     | São Paulo, SP                           |  |
| 20:30          | Mina 6' · Moisés 9' · Erik 17' · Arouca 84' |       | 9', 56' Gabriel · 64' Zeca | Estádio: Allianz Parque Público: 40,035 |  |

| 17 de Julho 15 | Internacional                                     | 0 - 1 | Palmeiras                                        | Porto Alegre, RS                   |  |
| 16:00          | Raphinha 36' Paulão 38' William 90+1' Ariel 90+1' |       | 10' Erik · 47' Gabriel Jesus · 81' Thiago Santos | Estádio: Beira Rio Público: 30,128 |  |

| 24 de Julho 16 | Palmeiras    | 0 - 1 | Atlético Mineiro                                             | São Paulo, SP                           |  |
| 11:00          | Tchê Tchê 1' |       | 56' Carlos César · 60' Leandro Donizete · 65' Rafael Carioca | Estádio: Allianz Parque Público: 39,400 |  |

| 31 de Julho 17 | Botafogo                                                                                       | 3 - 1 | Palmeiras                                                | Rio de Janeiro, RJ                     |  |
| 18:30          | Neilton 18', 34' · Canales 39' · Airton 45' · 76' Bruno Silva · Diogo Barbosa 82' · Camilo 86' |       | 37' Edu Dracena · 45+1' Jean · 51' Vitor Hugo · 77' Erik | Estádio: Arena Botafogo Público: 8,477 |  |

| 04 de Agosto 18 | Chapecoense              | 1 - 1 | Palmeiras | Chapecó, SC                         |  |
| 21:30           | Kempes 29' · Josimar 46' |       | 85' Jean  | Estádio: Arena Condá Público: 9,167 |  |

| 07 de Agosto 19 | Palmeiras                                                                                       | 2 - 1 | Vitória                                          | São Paulo, SP                           |  |
| 16:00           | Barrios 37' · Cleiton Xavier 49' · Thiago Martins 74' (g.c.) · Tchê Tchê 89' · Zé Roberto 90+2' |       | 31' Kanu 54' Euller 79' Victor Ramos 88' Marinho | Estádio: Allianz Parque Público: 30,330 |  |

| 14 de Agosto 20 | Atlético Paranaense           | 0 - 1 | Palmeiras                                                          | Curitiba, PR                              |  |
| 18:30           | Léo 7' Hernani 33' Otávio 83' |       | 44' Vitor Hugo · 54' Thiago Santos · 58' Erik · 84' Cleiton Xavier | Estádio: Arena da Baixada Público: 23,911 |  |

| 21 de Agosto 21 | Palmeiras                                                              | 2 - 2 | Ponte Preta | São Paulo, SP                           |  |
| 16:00           | Rafael Marques 1', 15' · Thiago Martins 69', 76' · Thiago Santos 90+1' |       | 5' Fábio Ferreira · 51' Wellington Paulista · 57' Reinaldo · 62' Nino Paraíba · 72' William Pottker · 83' Thiago Galhardo · 84' Aranha · | Estádio: Allianz Parque Público: 29,138 |  |

| 28 de Agosto 22 | Fluminense                                                                                   | 0 - 2 | Palmeiras                                                                             | Brasília, DF                            |  |
| 16:00           | Douglas 6' Wellington 36' Cícero 50' Marcos Júnior 79' Marquinho 81' Gum 84' Danilinho 90+3' |       | 14' Gabriel Jesus · 18', 57' Dudu · 24' Jean · 42' Mina · 48' Vitor Hugo · 82' Arouca | Estádio: Mané Garrincha Público: 12,037 |  |

| 07 de Setembro 23 | Palmeiras                                                   | 2 - 1 | São Paulo                                              | São Paulo, SP                           |  |
| 21:45             | Gabriel 45+3' · Mina 52', 55' · Vitor Hugo 70' · Jean 84' · |       | 47', 49' Andrés Chávez · 83' Eugenio Mena · 90' Lyanco | Estádio: Allianz Parque Público: 39,944 |  |

| 11 de Setembro 24 | Grêmio                                                   | 0 - 0 | Palmeiras                         | Porto Alegre, RS         |  |
| 18:30             | Edílson 36' Walter Kannemann 51' Douglas 54' Wallace 60' |       | 61' Edu Dracena 84' Gabriel 90+4' | Estádio: Arena do Grêmio |  |

| 14 de Setembro 25 | Palmeiras                               | 1 - 1 | Flamengo                                  | São Paulo, SP           |  |
| 21:45             | Vitor Hugo 51' · Gabriel Jesus 68', 83' |       | 15', 40' Márcio Araújo · 63' Alan Patrick | Estádio: Allianz Parque |  |

| 17 de Setembro 26 | Corinthians                        | 0 - 2 | Palmeiras                                                                         | São Paulo, SP              |  |
| 16:00             | Balbuena 33' Léo Príncipe 62', 75' |       | 4', 82' Moisés · 36' Gabriel · 55' Leandro Pereira · 76' Mina · 86' Thiago Santos | Estádio: Arena Corinthians |  |

| 24 de Setembro 27 | Palmeiras                                              | 2 - 1 | Coritiba                             | São Paulo, SP           |  |
| 16:00             | Dudu 48' · Moisés 48' · Leandro Pereira 50' · Mina 66' |       | 41', 75' Iago · 49' Nery · 63' Edimo | Estádio: Allianz Parque |  |

| 03 de Outubro 28 | Santa Cruz | 2 - 3 | Palmeiras                                                                                                | Recife, PE      |  |
| 20:00            | Derley 36' · Danny Morais 39' · Neris 39' · Allan Vieira 45' · Arthur 54' · Matías Pisano 56' · Grafite 69', 90+2' |       | 32' Zé Roberto · 41' Erik · 65' Leandro Pereira · 79' Róger Guedes · 90+2' Jailson · 90+3' Gabriel Jesus | Estádio: Arruda |  |

| 09 de Outubro 29 | América Mineiro                       | 0 - 2 | Palmeiras                                        | Londrina, PR                             |  |
| 17:00            | Roger 6' Gilson 25' Fernando Leal 54' |       | 2' Tchê Tchê · 81' Róger Guedes · 87' Alecsandro | Estádio: Estádio do Café Público: 27,895 |  |

| 13 de Outubro 30 | Palmeiras         | 0 - 0 | Cruzeiro                                              | Araraquara, SP                          |  |
| 19:30            | Gabriel Jesus 55' |       | 19' Ezequiel 26' Ramón Ábila 53' Henrique 60' Rafinha | Estádio: Fonte Luminosa Público: 18,789 |  |

| 16 de Outubro 31 | Figueirense                                                                       | 1 - 2 | Palmeiras                                                    | Florianópolis, SC                          |  |
|                  | Jackson Caucaia 24' · Rafael Moura 55' · Dodo 59' · Nirley 82' · Rafael Silva 85' |       | 8' Dudu · 28' Gabriel Jesus · 57', 83' Jean · 85' Vitor Hugo | Estádio: Orlando Scarpelli Público: 16,467 |  |

| 23 de Outubro 32 | Palmeiras                                                                    | 2 - 1 | Sport                                    | São Paulo, SP                           |  |
|                  | Dudu 20' · Fabiano 38' · Tchê Tchê 45+1' · Thiago Santos 89' · Jailson 90+1' |       | 32' Rogério · 53' Diego Souza · 82' Ruiz | Estádio: Allianz Parque Público: 31,107 |  |

| 29 de Outubro 33 | Santos                                                                                      | 1 - 0 | Palmeiras                                     | Santos, SP            |  |
|                  | Jonathan Copete 66' · Lucas Lima 70' · Zéca 73' · Ricardo Oliveira 80' · Fabián Noguera 83' |       | 45+2' Mina 86' Moisés Pós Jogo' Gabriel Jesus | Estádio: Vila Belmiro |  |

| 06 de Novembro 34 | Palmeiras          | 1 - 0 | Internacional | São Paulo, SP                           |  |
|                   | Cleiton Xavier 17' |       |               | Estádio: Allianz Parque Público: 31,967 |  |

| 17 de Novembro 35 | Atlético Mineiro                               | 1 - 1 | Palmeiras                                                       | Belo Horizonte, MG     |  |
|                   | Leandro Donizete 10' Lucas Pratto 59' Luan 60' |       | 10', 26' Gabriel Jesus · 19' Vitor Hugo · 56' Dudu · 63' Egídio | Estádio: Independência |  |

| 20 de Novembro 36 | Palmeiras | 1 - 0 | Botafogo                                                   | São Paulo, SP                           |  |
|                   | Dudu 54'  |       | 9' Emerson Silva 69' Luiz Ricardo 76' Jonathan 90+2' Mauro | Estádio: Allianz Parque Público: 39,690 |  |

| 27 de Novembro 37 | Palmeiras        | 1 - 0 | Chapecoense                  | São Paulo, SP                           |  |
|                   | Fabiano 25', 67' |       | 21' Bruno Rangel 40' Marcelo | Estádio: Allianz Parque Público: 40,986 |  |

| 11 de Dezembro 38 | Vitória                   | 1 - 2 | Palmeiras | Salvador, BA      |  |
|                   | Marinho 13' · Zé Love 20' |       | 15' Gabriel · 38', 45+1' Alecsandro · 40' Cleiton Xavier · 45+2' Thiago Santos · 54' Jailson · 72' Fabrício · 83' Matheus Sales | Estádio: Barradão |  |

## Premiação
| Campeonato Brasileiro 2016 Série A                |
| ------------------------------------------------- |
| Sociedade Esportiva Palmeiras Campeão (9º título) |

### Copa do Brasil
Por ser um dos representantes brasileiros na Libertadores 2016 o Palmeiras entrará na Copa do Brasil apenas nas oitavas de final que será disputada apenas no segundo semestre.
No seu primeiro confronto, nas oitavas de final, o Verdão deu sorte e foi sorteado para enfrentar o Botafogo-PB que disputa a série C, no primeiro jogo no Allianz Parque vitória tranquila or 3 a 0. Assim o time foi a Paraíba com um time misto que apesar da derrota por 1 a 0 se classificou para a próxima fase.
Já nas quartas de final o sorteio complicou mais e fez o Alviverde enfrentar o Grêmio no primeiro jogo no Rio Grande do Sul vitória Gaucha por 2 a 1. No segundo jogos o time fez 1 a 0 que ia lhe dando a classificação às semifinais quando Allione fez uma entrada criminosa e foi expulso, o time não suportou a pressão Gremista tomou o empate e foi eliminada pela primeira vez em um mata mata em seu novo estádio.
| 31 de Agosto Oitavas de Final Jogo de ida | Palmeiras                                                   | 3 - 0 | Botafogo-PB | São Paulo, SP                           |  |
| 19:30                                     | Jean 57' · Allione 58' · Rafael Marques 62' · Tchê Tchê 80' |       | 47' Plínio  | Estádio: Allianz Parque Público: 24,512 |  |

| 21 de Setembro Oitavas de Final Jogo de volta | Botafogo-PB                     | 1 - 0 | Palmeiras                                 | João Pessoa, PB   |  |
| 19:30                                         | Carlinhos 30', 86' · Jadson 40' |       | 45' Gabriel 74' Vitinho 75' Matheus Sales | Estádio: Almeidão |  |

| 28 de Setembro Quartas de Final Jogo de ida | Grêmio                                                                        | 2 - 1 | Palmeiras                                                | Porto Alegre, RS         |  |
| 21:45                                       | Kannemann 22' · Ramiro 33' · Pedro Rocha 44' · Marcelo Grohe 48' · Walace 68' |       | 17' Fabiano · 22' Mina · 50' Zé Roberto · 55' Vitor Hugo | Estádio: Arena do Grêmio |  |

| 19 de Outubro Quartas de Final Jogo de volta | Palmeiras                                   | 1 - 1 | Grêmio                                                             | São Paulo, SP                           |  |
| 21:45                                        | Thiago Martins 50' · Allione 65' · Dudu 77' |       | 40' Edílson · 41' Douglas · 62' Pedro Geromel · 75', 76' Everton · | Estádio: Allianz Parque Público: 29,991 |  |

## Clube

### Elenco atual
Atualizado em 10 de setembro de 2016.
Legenda
- : Capitão
- : Jogador lesionado
- : Jogador suspenso
- : Prata da casa (Jogador da base)
- : Seleção Brasileira
- : Seleção Argentina
- : Seleção Colombiana
- : Seleção Paraguaia

### Transferências 2016
: Jogadores emprestados

: Jogadores que retornam de empréstimo
| Chegadas |              |      |                |      |
|          | Jogador      | Pos. | Clube Anterior | Ref. |
|          | Victor Luis  | LE   | Ceará          |      |
|          | T. Martins   | Z    | Paysandu       |      |
|          | Vagner       | G    | Avaí           |      |
|          | R. Carvalho  | Z    | Tombense       |      |
|          | Régis        | M    | Sport          |      |
|          | Edu Dracena  | Z    | Corinthians    |      |
|          | Erik         | A    | Goiás          |      |
|          | Rodrigo      | V    | Goiás          |      |
|          | Moisés       | M    | Rijeka         |      |
|          | R. Marques   | A    | Henan Jianye   |      |
|          | Jean         | V    | Fluminense     |      |
|          | Roger Guedes | A    | Criciúma       |      |
|          | Fabrício     | LE   | Cruzeiro       |      |
|          | Fabiano      | LD   | Cruzeiro       |      |
|          | Tchê Tchê    | M    | Audax-SP       |      |
|          | Juninho      | M    | Audax-SP       |      |
|          | Y. Mina      | Z    | Santa Fe       |      |
|          | L. Pereira   | A    | Club Brugge    |      |

| Saídas |                 |      |                     |      |
|        | Jogador         | Pos. | Clube de Destino    | Ref. |
|        | Victor Ramos    | Z    | Monterrey           |      |
|        | Andrei Girotto  | V    | Kyoto Sanga         |      |
|        | João Paulo      | L    | D. Brasil           |      |
|        | Aranha          | G    | Joinville           |      |
|        | Jackson         | Z    | Internacional       |      |
|        | Amaral          | V    | Coritiba            |      |
|        | Fábio           | G    | Oeste               |      |
|        | Juninho         | M    | Audax-SP            |      |
|        | Kelvin          | A    | Porto               |      |
|        | Mouche          | A    | Lanús               |      |
|        | Nathan          | Z    | Criciúma            |      |
|        | Robinho         | M    | Cruzeiro            |      |
|        | Lucas           | LD   | Cruzeiro            |      |
|        | Fellype Gabriel | M    | Vasco               |      |
|        | Victor Luis     | LE   | Botafogo            |      |
|        | Rodolfo         | A    | XV de Piracicaba    |      |
|        | Régis           | M    | Bahia               |      |
|        | L. Almeida      | Z    | Internacional       |      |
|        | Cristaldo       | A    | Cruz Azul           |      |
|        | P. Mouche       | A    | Estrela Vermelha    |      |
|        | F. Tobio        | Z    | Boca Juniors        |      |
|        | Luan            | A    | Atlético Paranaense |      |

### Uniformes

#### Uniformes dos jogadores
- Primeiro uniforme: Camisa verde, calção branco e meias verdes.
- Segundo uniforme: Camisa branca com faixa vertical verde e vermelha nas laterais, calção verde e meias brancas.
- Terceiro uniforme: Camisa prateada, com detalhes em verde, calção prateado e meias prateadas.

| Primeiro | Segundo | Terceiro |

#### Uniformes dos goleiros
- Primeiro uniforme: Camisa dois tons de azul, calção e meias azuis;
- Segundo uniforme: Camisa verde clara, calção e meias verdes.
- Terceiro uniforme: Camisa amarela com detalhes verdes, calção e meias amarelas.

| Primeiro | Segundo |  | Terceiro |

#### Uniformes de treino
| Jogadores | Goleiros | C. Técnica |

#### Patrocinadores
Atualmente, o Palmeiras conta com os seguintes patrocinadores no uniforme da equipe:
- Crefisa: Patrocínio master, abaixo do logotipo e da fornecedora de material esportivo;
- Faculdade das Américas - (patrocínio da barra da camisa)

## Estatisticas

### Time

#### Estatisticas Gerais
| Dado              | Paulista                                 | Libertadores                       | Brasileiro                                  | Copa do Brasil                     | Total                                |
| Jogos             | 17                                       | 6                                  | 38                                          | 4                                  | 65                                   |
| Vitórias          | 8                                        | 2                                  | 24                                          | 1                                  | 35                                   |
| Empates           | 4                                        | 2                                  | 8                                           | 1                                  | 15                                   |
| Derrotas          | 5                                        | 2                                  | 6                                           | 2                                  | 15                                   |
| Gols Prós         | 29                                       | 12                                 | 62                                          | 5                                  | 108                                  |
| Gols Contra       | 19                                       | 8                                  | 32                                          | 4                                  | 63                                   |
| Saldo de Gols     | 10                                       | 4                                  | 30                                          | 1                                  | 45                                   |
| Assistências      | 20                                       | 7                                  | 43                                          | 3                                  | 73                                   |
| J. sem tomar gol  | 7                                        | 2                                  | 15                                          | 1                                  | 25                                   |
| J. sem fazer gol  | 2                                        | 1                                  | 5                                           | 0                                  | 8                                    |
| Cartões           | 43                                       | 18                                 | 93                                          | 8                                  | 162                                  |
| Cartões           | 0                                        | 1                                  | 0                                           | 1                                  | 2                                    |
| Melhor Resultado  | XV de Piracicaba 1 X 4 4 X 1 Capivariano | 4 X 0 River Plate                  | 4 X 0 Atlético Paranaense 4 X 0 Figueirense | 3 X 0 Botafogo-PB                  | 4 x 0 (3 adversários)                |
| Pior Resultado    | 1 x 4 Água Santa                         | Nacional 1 x 0                     | 1 x 3 Botafogo                              | Botafogo-PB 1 x 0                  | 1 x 4 Água Santa                     |
| Maior Público     | 2 X 0 São Bernardo - 30.731              | 1 x 2 Nacional - 37.073            | 1 X 0 Chapecoense - 40.986                  | 3 X 0 Botafogo-PB - 24.512         | 1 X 0 Chapecoense - 40.986           |
| Menor Público     | 1 X 2 Red Bull Brasil - 15.279           | 4 X 0 River Plate - 30.416         | 0 X 0 Cruzeiro - 15.709                     | 3 X 0 Botafogo-PB - 24.512         | 1 X 2 Red Bull Brasil (15.279)       |
| Público total     | 186.430                                  | 103.589                            | 617.919                                     | 48.983                             | 956.921                              |
| Média de Público  | 20.714                                   | 34.530                             | 32.522                                      | 24.492                             | 28.998                               |
| Maior Renda Bruta | 2 X 0 São Bernardo - R$1.759.380,50      | 0 X 0 Nacional - R$2.490.655,54    | 1 X 0 Chapecoense - R$4.171.317,23          | 3 X 0 Botafogo-PB - R$1.012.371,40 | 1 X 0 Chapecoense - R$4.171.317,23   |
| Menor Renda Bruta | 0 X 0 Red Bull Brasil - R$284.805,00     | 4 X 0 River Plate - R$1.720.776,14 | 4 X 3 Grêmio - R$525.845,00                 | 3 X 0 Botafogo-PB - R$1.012.371,40 | 0 X 0 Red Bull Brasil - R$284.805,00 |
| Renda Bruta Total | R$7.910.420,34                           | 6.661.672,18                       | 42.311.615,25                               | R$1.735.371,40                     | R$58.619.280,17                      |
| Média Renda Bruta | R$878.935,59                             | 2.220.557,39                       | 2.226.927,12                                | R$867.786,20                       | R$1.776.341,82                       |

#### Aproveitamento
| Torneio        | C\F   | Pts | J  | V  | E  | D  | GP  | GC | SG | %    |
| Paulista       | Casa  | 14  | 9  | 4  | 2  | 3  | 15  | 9  | 6  | 52   |
| Paulista       | Fora  | 14  | 8  | 4  | 2  | 2  | 14  | 10 | 4  | 58   |
| Paulista       | Total | 28  | 17 | 8  | 4  | 5  | 29  | 19 | 10 | 55   |
| Libertadores   | Casa  | 6   | 3  | 2  | 0  | 1  | 7   | 2  | 5  | 66,6 |
| Libertadores   | Fora  | 2   | 3  | 0  | 2  | 1  | 5   | 6  | -1 | 22   |
| Libertadores   | Total | 8   | 6  | 2  | 2  | 2  | 11  | 8  | 4  | 44   |
| Brasileiro     | Casa  | 46  | 19 | 14 | 4  | 1  | 35  | 13 | 22 | 81   |
| Brasileiro     | Fora  | 34  | 19 | 10 | 4  | 5  | 27  | 19 | 8  | 60   |
| Brasileiro     | Total | 80  | 38 | 24 | 8  | 6  | 62  | 32 | 30 | 70   |
| Copa do Brasil | Casa  | 4   | 2  | 1  | 1  | 0  | 4   | 1  | 3  | 66   |
| Copa do Brasil | Fora  | 0   | 2  | 0  | 0  | 2  | 1   | 3  | -2 | 0    |
| Copa do Brasil | Total | 4   | 4  | 1  | 1  | 2  | 5   | 4  | 1  | 33   |
| Total          | Casa  | 70  | 33 | 21 | 7  | 5  | 61  | 25 | 36 | 71   |
| Total          | Fora  | 50  | 32 | 14 | 8  | 10 | 47  | 38 | 9  | 52   |
| Total          | Total | 120 | 65 | 35 | 15 | 15 | 108 | 63 | 45 | 62   |

#### Desempenho dos Treinadores
| Técnico          | Inicio               | Fim                    | Torneio        | Pts | J  | V  | E  | D  | GP | GC | SG | %   |
| Marcelo Oliveira | 1 de janeiro de 2016 | 10 de Março de 2016    | Paulista       | 12  | 8  | 3  | 3  | 2  | 14 | 8  | 6  | 50  |
| Marcelo Oliveira | 1 de janeiro de 2016 | 10 de Março de 2016    | Libertadores   | 4   | 3  | 1  | 1  | 1  | 5  | 4  | 1  | 44  |
| Marcelo Oliveira | 1 de janeiro de 2016 | 10 de Março de 2016    | Total          | 16  | 11 | 4  | 4  | 3  | 19 | 12 | 7  | 48  |
| Alberto Valentim | 10 de Março de 2016  | 13 de Março de 2016    | Paulista       | 3   | 1  | 1  | 0  | 0  | 2  | 0  | 2  | 100 |
| Alberto Valentim | 10 de Março de 2016  | 13 de Março de 2016    | Total          | 3   | 1  | 1  | 0  | 0  | 2  | 0  | 2  | 100 |
| Cuca             | 14 de Março de 2016  | 30 de novembro de 2016 | Paulista       | 13  | 8  | 4  | 1  | 3  | 13 | 11 | 2  | 54  |
| Cuca             | 14 de Março de 2016  | 30 de novembro de 2016 | Libertadores   | 4   | 3  | 1  | 1  | 1  | 7  | 4  | 3  | 44  |
| Cuca             | 14 de Março de 2016  | 30 de novembro de 2016 | Brasileiro     | 80  | 38 | 24 | 8  | 6  | 62 | 32 | 30 | 70  |
| Cuca             | 14 de Março de 2016  | 30 de novembro de 2016 | Copa do Brasil | 4   | 4  | 1  | 1  | 2  | 5  | 4  | 1  | 33  |
| Cuca             | 14 de Março de 2016  | 30 de novembro de 2016 | Total          | 101 | 53 | 30 | 11 | 12 | 87 | 51 | 36 | 64  |

#### Origem dos gols
| Tipo                      | Paulista | Paulista | Paulista | Libertadores | Libertadores | Libertadores | Brasileiro | Brasileiro | Brasileiro | Copa do Brasil | Copa do Brasil | Copa do Brasil | Total | Total | Total |
| Tipo                      | GP       | GC       | SG       | GP           | GC           | SG           | GP         | GC         | SG         | GP             | GC             | SG             | GP    | GC    | SG    |
| Cabeça                    | 4        | 0        | 4        | 0            | 1            | -1           | 8          | 3          | 5          | 1              | 1              | 0              | 13    | 5     | 8     |
| Chute de dentro da área   | 14       | 11       | 3        | 8            | 2            | 6            | 36         | 17         | 19         | 1              | 3              | -2             | 59    | 33    | 26    |
| Chute de fora da área     | 3        | 1        | 2        | 1            | 0            | 1            | 4          | 4          | 0          | 1              | 0              | 1              | 9     | 5     | 4     |
| Bola parada               | 0        | 1        | -1       | 0            | 1            | -1           | 0          | 1          | -1         | 0              | 0              | 0              | 0     | 3     | -3    |
| Gol contra                | 1        | 1        | 0        | 0            | 0            | 0            | 0          | 1          | -1         | 0              | 0              | 0              | 1     | 2     | -1    |
| Originado por bola parada | 4        | 3        | 1        | 2            | 2            | 0            | 10         | 4          | 6          | 0              | 0              | 0              | 16    | 9     | 7     |
| Penalti                   | 3        | 2        | 1        | 1            | 2            | -1           | 4          | 2          | 2          | 2              | 0              | 2              | 10    | 6     | 4     |
| Total                     | 29       | 19       | 10       | 12           | 8            | 4            | 62         | 32         | 30         | 5              | 4              | 1              | 108   | 63    | 45    |

#### Tempo dos gols
| Tipo               | Paulista | Paulista | Paulista | Libertadores | Libertadores | Libertadores | Brasileiro | Brasileiro | Brasileiro | Copa do Brasil | Copa do Brasil | Copa do Brasil | Total | Total | Total |
| Tipo               | GP       | GC       | SG       | GP           | GC           | SG           | GP         | GC         | SG         | GP             | GC             | SG             | GP    | GC    | SG    |
| 0-15"              | 3        | 1        | 2        | 1            | 0            | 1            | 11         | 4          | 7          | 0              | 0              | 0              | 15    | 5     | 10    |
| 15-30"             | 0        | 2        | -2       | 2            | 0            | 2            | 11         | 4          | 7          | 0              | 0              | 0              | 13    | 6     | 7     |
| 30-45"             | 6        | 10       | -4       | 2            | 3            | -1           | 5          | 3          | 2          | 0              | 2              | -2             | 13    | 18    | -5    |
| Acréscimo 1º tempo | 0        | 1        | -1       | 2            | 0            | 2            | 2          | 1          | 1          | 0              | 0              | 0              | 4     | 2     | 2     |
| Total 1º Tempo     | 9        | 14       | -5       | 7            | 3            | 4            | 29         | 12         | 17         | 0              | 2              | -2             | 45    | 31    | 14    |
| 45-60"             | 5        | 1        | 4        | 1            | 3            | -2           | 12         | 10         | 2          | 3              | 0              | 3              | 21    | 14    | 7     |
| 60-75"             | 5        | 2        | 3        | 1            | 2            | -1           | 10         | 6          | 4          | 1              | 2              | -1             | 17    | 12    | 5     |
| 75-90"             | 9        | 1        | 8        | 2            | 0            | 2            | 10         | 3          | 7          | 1              | 0              | 1              | 22    | 4     | 18    |
| Acréscimo 2º tempo | 1        | 1        | 0        | 1            | 0            | 1            | 1          | 1          | 0          | 0              | 0              | 0              | 3     | 2     | 1     |
| Total 2º tempo     | 20       | 5        | 15       | 5            | 5            | 0            | 33         | 20         | 13         | 5              | 2              | 3              | 63    | 32    | 31    |

### Jogadores

#### Estatísticas Gerais
| Artilheiro               | Gabriel Jesus 21          |
| Mais Assistências        | Dudu 13                   |
| Mais tempo em jogo       | Vitor Hugo 5666           |
| Mais jogos sem tomar gol | Fernando Prass 15         |
| Mais cartões             | Gabriel Jesus 16 1        |
| Mais                     | Gabriel Jesus 16          |
| Mais                     | Gabriel Jesus e Allione 1 |

#### Artilheiros
Riscados os jogadores que foram transferidos antes do fim da temporada.
| Colocação  | Nome            | Número     | Posição    | Paulista | Libertadores | Brasileiro | Copa do Brasil | Total |
| 1          | Gabriel Jesus   | 33         | A          | 5        | 4            | 12         | 0              | 21    |
| 2          | Alecsandro      | 29         | A          | 8        | 1            | 3          | 0              | 12    |
| 3          | Dudu            | 7          | A          | 3        | 0            | 6          | 0              | 9     |
| 4          | Jean            | 17         | V          | 0        | 1            | 6          | 1              | 8     |
| 5          | Rafael Marques  | 19         | A          | 3        | 0            | 1          | 1              | 5     |
| 5          | Vitor Hugo      | 4          | Z          | 1        | 0            | 4          | 0              | 5     |
| 7          | Allione         | 20         | M          | 1        | 3            | 0          | 0              | 4     |
| 7          | Cristaldo       | 9          | A          | 2        | 1            | 1          | 0              | 4     |
| 7          | Barrios         | 8          | A          | 2        | 1            | 1          | 0              | 4     |
| 7          | Mina            | 26         | Z          | 0        | 0            | 4          | 0              | 4     |
| 7          | Róger Guedes    | 23         | A          | 0        | 0            | 4          | 0              | 4     |
| 7          | Thiago Martins  | 31         | Z          | 1        | 0            | 2          | 1              | 4     |
| 7          | Cleiton Xavier  | 10         | M          | 0        | 0            | 4          | 0              | 4     |
| 14         | Erik            | 14         | A          | 0        | 0            | 3          | 0              | 3     |
| 14         | Moisés          | 28         | M          | 0        | 0            | 3          | 0              | 3     |
| 14         | Tchê Tchê       | 32         | V          | 0        | 0            | 2          | 1              | 3     |
| 17         | Robinho         | 27         | M          | 2        | 0            | 0          | 0              | 2     |
| 17         | Zé Roberto      | 11         | LE         | 0        | 0            | 1          | 1              | 2     |
| 17         | Leandro Pereira | 30         | A          | 0        | 0            | 2          | 0              | 2     |
| 20         | Egídio          | 6          | LE         | 0        | 1            | 0          | 0              | 1     |
| 20         | Thiago Santos   | 21         | V          | 0        | 0            | 1          | 0              | 1     |
| 20         | Fabiano         | 2          | LE         | 0        | 0            | 1          | 0              | 1     |
| 20         | Gabriel         | 18         | V          | 0        | 0            | 1          | 0              | 1     |
| Gol Contra | Gol Contra      | Gol Contra | Gol Contra | 1        | 0            | 0          | 0              | 1     |
| Total      | Total           | Total      | Total      | 29       | 12           | 62         | 5              | 108   |

#### Assistências
Riscados os jogadores que foram transferidos antes do fim da temporada.
| Colocação | Nome           | Número | Posição | Paulista | Libertadores | Brasileiro | Copa do Brasil | Total |
| 1         | Dudu           | 7      | A       | 1        | 2            | 10         | 0              | 13    |
| 2         | Robinho        | 27     | M       | 5        | 2            | 0          | 0              | 7     |
| 3         | Cleiton Xavier | 10     | M       | 1        | 0            | 6          | 0              | 7     |
| 4         | Jean           | 17     | V       | 2        | 0            | 4          | 0              | 6     |
| 4         | Róger Guedes   | 23     | A       | 1        | 0            | 5          | 0              | 6     |
| 6         | Gabriel Jesus  | 33     | A       | 0        | 0            | 5          | 0              | 5     |
| 7         | Alecsandro     | 29     | A       | 2        | 2            | 0          | 0              | 4     |
| 7         | Egídio         | 6      | LE      | 3        | 1            | 0          | 0              | 4     |
| 7         | Thiago Santos  | 21     | V       | 0        | 0            | 3          | 1              | 4     |
| 10        | Rafael Marques | 19     | A       | 1        | 0            | 2          | 0              | 3     |
| 10        | Zé Roberto     | 11     | M       | 1        | 0            | 2          | 0              | 3     |
| 12        | Tchê Tchê      | 32     | V       | 0        | 0            | 2          | 0              | 2     |
| 12        | Allione        | 20     | M       | 1        | 0            | 0          | 1              | 2     |
| 12        | Erik           | 14     | A       | 0        | 0            | 1          | 1              | 2     |
| 12        | Moisés         | 28     | A       | 0        | 0            | 2          | 0              | 2     |
| 16        | Lucas          | 2      | LD      | 1        | 0            | 0          | 0              | 1     |
| 16        | Cristaldo      | 9      | A       | 1        | 0            | 0          | 0              | 1     |
| 16        | Vitor Hugo     | 4      | Z       | 0        | 0            | 1          | 0              | 1     |
| Total     | Total          | Total  | Total   | 20       | 7            | 43         | 3              | 73    |

#### Estatística dos Goleiros
Riscados os jogadores que foram transferidos antes do fim da temporada.
| Nome               | Número | Paulista | Paulista | Paulista | Libertadores | Libertadores | Libertadores | Brasileiro | Brasileiro | Brasileiro | Copa do Brasil | Copa do Brasil | Copa do Brasil | Total | Total | Total |
| Nome               | Número | Jogos    | GS       | JSTG     | Jogos        | GS           | JSTG         | Jogos      | GS         | JSTG       | Jogos          | GS             | JSTG           | Jogos | GS    | JSTG  |
| Fernando Prass     | 1      | 17       | 19       | 7        | 6            | 8            | 2            | 15         | 14         | 6          | 0              | 0              | 0              | 38    | 41    | 15    |
| Jailson            | 49     | 0        | 0        | 0        | 0            | 0            | 0            | 19         | 11         | 10         | 3              | 3              | 1              | 22    | 14    | 11    |
| Vagner             | 25     | 0        | 0        | 0        | 0            | 0            | 0            | 3          | 5          | 0          | 1              | 1              | 0              | 4     | 6     | 0     |
| Vinicius Silvestre | 49     | 0        | 0        | 0        | 0            | 0            | 0            | 1          | 1          | 1          | 0              | 0              | 0              | 1     | 1     | 1     |
| Total              | Total  | 17       | 19       | 7        | 6            | 8            | 2            | 38         | 31         | 16         | 3              | 3              | 1              | 65    | 62    | 26    |

#### Cartões
Riscados os jogadores que foram transferidos antes do fim da temporada.
| Nome            | Número | Posição | Paulista                      | Paulista | Libertadores                  | Libertadores | Brasileiro                    | Brasileiro | Copa do Brasil                | Copa do Brasil | Total                         | Total   |
| Nome            | Número | Posição | Penalizado com cartão amarelo | Expulso  | Penalizado com cartão amarelo | Expulso      | Penalizado com cartão amarelo | Expulso    | Penalizado com cartão amarelo | Expulso        | Penalizado com cartão amarelo | Expulso |
| Alecsandro      | 29     | A       | 6                             | 0        | 2                             | 0            | 1                             | 0          | 0                             | 0              | 9                             | 0       |
| Robinho         | 27     | M       | 4                             | 0        | 1                             | 0            | 0                             | 0          | 0                             | 0              | 5                             | 0       |
| Leandro Almeida | 44     | Z       | 1                             | 0        | 0                             | 0            | 0                             | 0          | 0                             | 0              | 1                             | 0       |
| Thiago Santos   | 21     | V       | 2                             | 0        | 1                             | 0            | 9                             | 0          | 0                             | 0              | 12                            | 0       |
| Lucas           | 2      | LD      | 2                             | 0        | 2                             | 0            | 0                             | 0          | 0                             | 0              | 4                             | 0       |
| Fernando Prass  | 1      | G       | 1                             | 0        | 2                             | 0            | 1                             | 0          | 0                             | 0              | 4                             | 0       |
| Roger Carvalho  | 13     | Z       | 0                             | 0        | 1                             | 0            | 0                             | 0          | 0                             | 0              | 1                             | 0       |
| Zé Roberto      | 11     | LE      | 0                             | 0        | 2                             | 0            | 3                             | 0          | 0                             | 0              | 5                             | 0       |
| Matheus Sales   | 26     | V       | 5                             | 0        | 0                             | 0            | 3                             | 0          | 1                             | 0              | 8                             | 0       |
| Gabriel Jesus   | 33     | A       | 4                             | 0        | 1                             | 1            | 11                            | 0          | 0                             | 0              | 16                            | 1       |
| Jean            | 17     | V       | 2                             | 0        | 0                             | 0            | 3                             | 0          | 0                             | 0              | 5                             | 0       |
| Allione         | 20     | M       | 1                             | 0        | 1                             | 0            | 0                             | 0          | 1                             | 0              | 3                             | 0       |
| Thiago Martins  | 31     | Z       | 2                             | 0        | 1                             | 0            | 4                             | 0          | 0                             | 0              | 7                             | 0       |
| Egídio          | 6      | LE      | 4                             | 0        | 1                             | 0            | 1                             | 0          | 0                             | 0              | 6                             | 0       |
| Edu Dracena     | 3      | Z       | 3                             | 0        | 0                             | 0            | 4                             | 0          | 1                             | 0              | 8                             | 0       |
| Dudu            | 7      | A       | 1                             | 0        | 0                             | 0            | 5                             | 0          | 0                             | 0              | 6                             | 0       |
| Arouca          | 5      | V       | 1                             | 0        | 1                             | 0            | 2                             | 0          | 0                             | 0              | 4                             | 0       |
| Gabriel         | 18     | V       | 1                             | 0        | 1                             | 0            | 3                             | 0          | 1                             | 0              | 6                             | 0       |
| Barrios         | 8      | A       | 0                             | 0        | 1                             | 0            | 1                             | 0          | 0                             | 0              | 2                             | 0       |
| Vitor Hugo      | 4      | Z       | 2                             | 0        | 0                             | 0            | 8                             | 0          | 1                             | 0              | 11                            | 0       |
| Vagner          | 25     | G       | 1                             | 0        | 0                             | 0            | 0                             | 0          | 0                             | 0              | 1                             | 0       |
| Tchê Tchê       | 32     | M       | 0                             | 0        | 0                             | 0            | 4                             | 0          | 0                             | 0              | 4                             | 0       |
| Moisés          | 28     | M       | 0                             | 0        | 0                             | 0            | 5                             | 0          | 0                             | 0              | 5                             | 0       |
| Rafael Marques  | 19     | A       | 0                             | 0        | 0                             | 0            | 2                             | 0          | 0                             | 0              | 2                             | 0       |
| Fabrício        | 16     | LE      | 0                             | 0        | 0                             | 0            | 2                             | 0          | 0                             | 0              | 2                             | 0       |
| Cleiton Xavier  | 10     | M       | 0                             | 0        | 0                             | 0            | 3                             | 0          | 0                             | 0              | 3                             | 0       |
| Róger Guedes    | 23     | A       | 0                             | 0        | 0                             | 0            | 4                             | 0          | 0                             | 0              | 4                             | 0       |
| Mina            | 26     | Z       | 0                             | 0        | 0                             | 0            | 4                             | 0          | 1                             | 0              | 5                             | 0       |
| Erik            | 14     | A       | 0                             | 0        | 0                             | 0            | 4                             | 0          | 0                             | 0              | 4                             | 0       |
| Jailson         | 49     | G       | 0                             | 0        | 0                             | 0            | 4                             | 0          | 0                             | 0              | 4                             | 0       |
| Leandro Pereira | 30     | A       | 0                             | 0        | 0                             | 0            | 1                             | 0          | 0                             | 0              | 1                             | 0       |
| Vitinho         | 37     | M       | 0                             | 0        | 0                             | 0            | 0                             | 0          | 1                             | 0              | 1                             | 0       |
| Fabiano         | 42     | LE      | 0                             | 0        | 0                             | 0            | 2                             | 0          | 1                             | 0              | 3                             | 0       |
| Total           | Total  | Total   | 43                            | 0        | 18                            | 1            | 93                            | 0          | 8                             | 1              | 162                           | 2       |

#### Tempo em jogo
Riscados os jogadores que foram transferidos antes do fim da temporada.
| Colocação | Nome               | Número | Posição | Paulista | Libertadores | Brasileiro | Copa do Brasil | Total |
| 1         | Vitor Hugo         | 4      | Z       | 1538     | 577          | 3364       | 187            | 5666  |
| 2         | Jean               | 17     | V       | 1034     | 448          | 3188       | 122            | 4792  |
| 3         | Dudu               | 7      | A       | 895      | 382          | 2818       | 182            | 4277  |
| 4         | Gabriel Jesus      | 33     | A       | 868      | 365          | 2450       | 188            | 3871  |
| 5         | Zé Roberto         | 11     | LE      | 719      | 417          | 2393       | 305            | 3834  |
| 6         | Fernando Prass     | 1      | G       | 1638     | 577          | 1454       | 0              | 3669  |
| 7         | Tchê Tchê          | 32     | LD      | 0        | 0            | 3468       | 187            | 3655  |
| 8         | Moisés             | 28     | M       | 50       | 0            | 2729       | 118            | 2897  |
| 9         | Thiago Martins     | 31     | Z       | 709      | 360          | 1360       | 188            | 2617  |
| 10        | Thiago Santos      | 35     | V       | 724      | 260          | 1471       | 0              | 2549  |
| 11        | Egídio             | 6      | LE      | 995      | 270          | 1141       | 94             | 2500  |
| 12        | Róger Guedes       | 23     | A       | 114      | 0            | 2257       | 84             | 2455  |
| 13        | Edu Dracena        | 3      | Z       | 358      | 192          | 1447       | 188            | 2185  |
| 14        | Jailson            | 49     | G       | 0        | 0            | 1806       | 281            | 2087  |
| 15        | Alecsandro         | 29     | A       | 1081     | 316          | 581        | 23             | 2001  |
| 16        | Cleiton Xavier     | 10     | M       | 35       | 36           | 1422       | 176            | 1669  |
| 17        | Erik               | 14     | A       | 355      | 82           | 1118       | 106            | 1661  |
| 18        | Robinho            | 27     | M       | 1200     | 381          | 0          | 0              | 1581  |
| 19        | Matheus Sales      | 26     | V       | 557      | 195          | 686        | 48             | 1486  |
| 20        | Rafael Marques     | 19     | A       | 587      | 41           | 639        | 192            | 1459  |
| 21        | Allione            | 20     | M       | 742      | 190          | 324        | 207            | 1463  |
| 22        | Gabriel            | 18     | V       | 354      | 242          | 502        | 255            | 1353  |
| 23        | Arouca             | 5      | V       | 913      | 189          | 102        | 94             | 1298  |
| 24        | Mina               | 26     | Z       | 0        | 0            | 1047       | 187            | 1234  |
| 25        | Lucas              | 2      | LD      | 837      | 384          | 0          | 0              | 1221  |
| 26        | Barrios            | 8      | A       | 307      | 182          | 405        | 151            | 1045  |
| 27        | Fabiano            | 2      | LD      | 0        | 0            | 468        | 253            | 721   |
| 28        | Leandro Pereira    | 30     | A       | 0        | 0            | 551        | 48             | 604   |
| 29        | Roger Carvalho     | 13     | Z       | 498      | 94           | 0          | 0              | 592   |
| 30        | Cristaldo          | 9      | A       | 174      | 144          | 82         | 0              | 400   |
| 31        | João Pedro         | 22     | LD      | 295      | 0            | 95         | 0              | 390   |
| 32        | Vagner             | 1      | G       | 0        | 0            | 293        | 94             | 387   |
| 33        | Fabrício           | 16     | LE      | 0        | 0            | 221        | 0              | 221   |
| 34        | Leandro Almeida    | 44     | Z       | 191      | 0            | 0          | 0              | 191   |
| 35        | Régis              | 30     | M       | 153      | 0            | 0          | 0              | 153   |
| 36        | Victor Luis        | 16     | LE      | 97       | 0            | 0          | 0              | 97    |
| 37        | Vinicius Silvestre | 48     | G       | 0        | 0            | 96         | 0              | 96    |
| 38        | Luan               | 39     | M       | 0        | 0            | 81         | 0              | 81    |
| 39        | Vitinho            | 37     | M       | 0        | 0            | 31         | 45             | 76    |
| 40        | Rodrigo            | 20     | M       | 0        | 0            | 23         | 0              | 23    |
| 41        | Arthur             | 37     | M       | 0        | 0            | 7          | 0              | 7     |

### Adversários

#### Clássicos
| Time        | J  | V | E | D | GP | GC | SG | %   |
| Corinthians | 3  | 3 | 0 | 0 | 4  | 0  | 4  | 100 |
| Santos      | 4  | 0 | 3 | 1 | 3  | 4  | -1 | 25  |
| São Paulo   | 3  | 2 | 0 | 1 | 4  | 2  | 2  | 67  |
| Total       | 10 | 5 | 3 | 2 | 11 | 6  | 5  | 60  |

#### Paulistas
| Time             | J  | V | E | D | GP | GC | SG | %   |
| Água Santa       | 1  | 0 | 0 | 1 | 1  | 4  | -3 | 0   |
| Audax            | 1  | 0 | 0 | 1 | 1  | 2  | -1 | 0   |
| Botafogo-SP      | 1  | 1 | 0 | 0 | 2  | 0  | 2  | 100 |
| Capivariano      | 1  | 1 | 0 | 0 | 4  | 1  | 3  | 100 |
| Ferroviária      | 1  | 0 | 0 | 1 | 1  | 2  | -1 | 0   |
| Linense          | 1  | 0 | 0 | 1 | 1  | 2  | -1 | 0   |
| Mogi Mirim       | 1  | 1 | 0 | 0 | 2  | 1  | 1  | 100 |
| Oeste            | 1  | 0 | 1 | 0 | 0  | 0  | 0  | 33  |
| Red Bull Brasil  | 1  | 0 | 0 | 1 | 1  | 2  | -1 | 0   |
| Ponte Preta      | 2  | 0 | 1 | 1 | 2  | 3  | -1 | 17  |
| Rio Claro        | 1  | 1 | 0 | 0 | 3  | 0  | 3  | 100 |
| São Bento        | 1  | 0 | 1 | 0 | 2  | 2  | 0  | 33  |
| São Bernardo     | 1  | 1 | 0 | 0 | 2  | 0  | 2  | 100 |
| XV de Piracicaba | 1  | 1 | 0 | 0 | 4  | 1  | 3  | 100 |
| Total            | 14 | 6 | 2 | 6 | 25 | 19 | 6  | 48  |

#### Baianos
| Time    | J | V | E | D | GP | GC | SG | %   |
| Vitória | 2 | 2 | 0 | 0 | 4  | 2  | 2  | 100 |
| Total   | 2 | 2 | 0 | 0 | 4  | 2  | 2  | 100 |

#### Cariocas
| Time       | J | V | E | D | GP | GC | SG | %   |
| Botafogo   | 2 | 1 | 0 | 1 | 2  | 3  | -1 | 50  |
| Flamengo   | 2 | 1 | 1 | 0 | 3  | 2  | 1  | 67  |
| Fluminense | 2 | 2 | 0 | 0 | 4  | 0  | 4  | 100 |
| Total      | 6 | 4 | 1 | 1 | 9  | 5  | 4  | 72  |

#### Catarinenses
| Time        | J | V | E | D | GP | GC | SG | %   |
| Chapecoense | 2 | 1 | 1 | 0 | 2  | 1  | 1  | 67  |
| Figueirense | 2 | 2 | 0 | 0 | 6  | 1  | 5  | 100 |
| Total       | 4 | 3 | 1 | 0 | 8  | 2  | 6  | 83  |

#### Gauchos
| Time          | J | V | E | D | GP | GC | SG | %   |
| Grêmio        | 4 | 1 | 2 | 1 | 6  | 6  | 0  | 42  |
| Internacional | 2 | 2 | 0 | 0 | 2  | 0  | 2  | 100 |
| Total         | 6 | 3 | 2 | 1 | 8  | 6  | 2  | 58  |

#### Mineiros
| Time             | J | V | E | D | GP | GC | SG | %   |
| América Mineiro  | 2 | 2 | 0 | 0 | 4  | 0  | 4  | 100 |
| Atlético Mineiro | 2 | 0 | 1 | 1 | 1  | 2  | -1 | 17  |
| Cruzeiro         | 2 | 0 | 1 | 1 | 1  | 2  | -1 | 17  |
| Total            | 6 | 2 | 2 | 2 | 6  | 4  | 2  | 44  |

#### Paraibanos
| Time        | J | V | E | D | GP | GC | SG | %  |
| Botafogo-PB | 2 | 1 | 0 | 1 | 3  | 1  | 2  | 50 |
| Total       | 2 | 1 | 0 | 1 | 3  | 1  | 2  | 50 |

#### Paranaenses
| Time                | J | V | E | D | GP | GC | SG | %   |
| Atlético Paranaense | 2 | 2 | 0 | 0 | 5  | 0  | 5  | 100 |
| Coritiba            | 2 | 1 | 1 | 0 | 4  | 3  | 1  | 67  |
| Total               | 4 | 3 | 1 | 0 | 9  | 3  | 6  | 83  |

#### Pernambucanos
| Time       | J | V | E | D | GP | GC | SG | %   |
| Santa Cruz | 2 | 2 | 0 | 0 | 6  | 3  | 3  | 100 |
| Sport      | 2 | 2 | 0 | 0 | 5  | 2  | 3  | 100 |
| Total      | 4 | 4 | 0 | 0 | 11 | 5  | 6  | 100 |

#### Internacionais
| Time            | J | V | E | D | GP | GC | SG | %  |
| Nacional        | 2 | 0 | 0 | 2 | 1  | 3  | -2 | 0  |
| River Plate     | 2 | 1 | 1 | 0 | 6  | 2  | 4  | 67 |
| Rosário Central | 2 | 1 | 1 | 0 | 5  | 3  | 2  | 67 |
| Total           | 6 | 2 | 2 | 2 | 12 | 8  | 0  | 44 |